# Champion of Champions
Il Champion of Champions è un torneo professionistico di snooker, non valido per il Ranking, che si è disputato nel 1978 e nel 1980 a Londra, dal 2013 al 2019 a Coventry, nel 2020 a Milton Keynes e nel 2021 a Bolton, in Inghilterra.

## Storia
Il Champion of Champions ha avuto luogo per la prima volta nel 1978 a Londra e a vincerlo fu il gallese Ray Reardon su Alex Higgins. La seconda edizione si è giocata due anni dopo con vittoria di Doug Mountjoy. Questa fu però l'ultima edizione prima di una lunga pausa di 33 anni fino al 2013.
Il Champion of Champions 2013 si giocò a Coventry con la tipologia Non-Ranking e furono invitati 16 giocatori che hanno vinto vari tornei nel 2012 e nel 2013.
La WPBSA ha poi annunciato che il torneo rimarrà con le solite formule anche negli anni successivi.

## Albo d'oro
| Edizione      | Vincitore         | Finalista         | Risultato     | Stagione              | Città         | Impianto                  | Tipologia   | Note   |
| ------------- | ----------------- | ----------------- | ------------- | --------------------- | ------------- | ------------------------- | ----------- | ------ |
| 1978          | Ray Reardon       | Alex Higgins      | 11 - 9        | 1978-1979             | Londra        | Wembley Conference Centre | Non-Ranking | [ 1 ]  |
| Non disputato | Non disputato     | Non disputato     | Non disputato | 1979-1980             |               |                           |             |        |
| 1980          | Doug Mountjoy     | John Virgo        | 10 - 8        | 1980-1981             | Londra        | Gillian Lynne Theatre     | Non-Ranking | [ 2 ]  |
| Non disputato | Non disputato     | Non disputato     | Non disputato | 1981-1982 - 2012-2013 |               |                           |             |        |
| 2013          | Ronnie O'Sullivan | Stuart Bingham    | 10 - 8        | 2013-2014             | Coventry      | Ricoh Arena               | Non-Ranking | [ 3 ]  |
| 2014          | Ronnie O'Sullivan | Judd Trump        | 10 - 7        | 2014-2015             | Coventry      | Ricoh Arena               | Non-Ranking | [ 4 ]  |
| 2015          | Neil Robertson    | Mark Allen        | 10 - 5        | 2015-2016             | Coventry      | Ricoh Arena               | Non-Ranking | [ 5 ]  |
| 2016          | John Higgins      | Ronnie O'Sullivan | 10 - 7        | 2016-2017             | Coventry      | Ricoh Arena               | Non-Ranking | [ 5 ]  |
| 2017          | Shaun Murphy      | Ronnie O'Sullivan | 10 - 8        | 2017-2018             | Coventry      | Ricoh Arena               | Non-Ranking | [ 6 ]  |
| 2018          | Ronnie O'Sullivan | Kyren Wilson      | 10 - 9        | 2018-2019             | Coventry      | Ricoh Arena               | Non-Ranking | [ 7 ]  |
| 2019          | Neil Robertson    | Judd Trump        | 10 - 9        | 2019-2020             | Coventry      | Ricoh Arena               | Non-Ranking | [ 8 ]  |
| 2020          | Mark Allen        | Neil Robertson    | 10 - 6        | 2020-2021             | Milton Keynes | Marshall Arena            | Non-Ranking | [ 9 ]  |
| 2021          | Judd Trump        | John Higgins      | 10 - 4        | 2021-2022             | Bolton        | Bolton Whites Hotel       | Non-Ranking | [ 10 ] |
| 2022          | Ronnie O'Sullivan | Judd Trump        | 10 – 6        | 2022-2023             | Bolton        | Bolton Whites Hotel       | Non-Ranking |        |
| 2023          |                   |                   |               | 2023-2024             | Bolton        | Bolton Whites Hotel       | Non-Ranking |        |

## Statistiche

### Finalisti
| Giocatore         | Vittorie | Finali perse | Totale |
| ----------------- | -------- | ------------ | ------ |
| Ronnie O'Sullivan | 4        | 2            | 6      |
| Neil Robertson    | 2        | 1            | 3      |
| Judd Trump        | 1        | 3            | 4      |
| Mark Allen        | 1        | 1            | 2      |
| John Higgins      | 1        | 1            | 2      |
| Ray Reardon       | 1        | 0            | 1      |
| Doug Mountjoy     | 1        | 0            | 1      |
| Shaun Murphy      | 1        | 0            | 1      |
| Alex Higgins      | 0        | 1            | 1      |
| John Virgo        | 0        | 1            | 1      |
| Stuart Bingham    | 0        | 1            | 1      |
| Kyren Wilson      | 0        | 1            | 1      |

### Finalisti per nazione
| Nazione          | Vittorie | Finali perse | Totale |
| ---------------- | -------- | ------------ | ------ |
| Inghilterra      | 6        | 8            | 12     |
| Australia        | 2        | 1            | 3      |
| Irlanda del Nord | 1        | 2            | 3      |
| Galles           | 2        | 0            | 2      |
| Scozia           | 1        | 1            | 2      |

- Vincitore più giovane: Judd Trump (32 anni, 2021)
- Vincitore più anziano: Ray Reardon (46 anni, 1978)

### Century break
| Edizione | Century break | Miglior break              |
| -------- | ------------- | -------------------------- |
| 1978     | 0             | Alex Higgins (94)          |
| 1980     | 7             | Steve Davis (128)          |
| 2013     | 21            | Ronnie O'Sullivan (130, 2) |
| 2014     | 20            | Ronnie O'Sullivan (139)    |
| 2015     | 14            | Neil Robertson (144)       |
| 2016     | 23            | John Higgins (143)         |
| 2017     | 20            | Ronnie O'Sullivan (138)    |
| 2018     | 31            | Mark Selby (147)           |
| 2019     | 20            | Mark Allen (140)           |
| 2020     | 31            | Neil Robertson (141)       |
| 2021     | 12            | Yan Bingtao (140)          |

### Maximum break
| N° | Giocatore  | Avversario     | Turno            | Data            | Edizione | Note   |
| -- | ---------- | -------------- | ---------------- | --------------- | -------- | ------ |
| 1  | Mark Selby | Neil Robertson | Ottavi di finale | 8 novembre 2018 | 2018     | [ 11 ] |

### Montepremi
| Edizione | Montepremi |
| -------- | ---------- |
| 1978     | £4000      |
| 1980     | £8000      |
| 2013     | £270000    |
| 2014     | £270000    |
| 2015     | £300000    |
| 2016     | £300000    |
| 2017     | £370000    |
| 2018     | £370000    |
| 2019     | £440000    |
| 2020     | £440000    |
| 2021     | £440000    |

### Sponsor
| Edizione | Sponsor      |
| -------- | ------------ |
| 1978     | Daily Mirror |
| 1980     |              |
| 2013     | 888casino    |
| 2014     | Dafabet      |
| 2015     | 188BET       |
| 2016     | Dafabet      |
| 2017     | 188BET       |
| 2018     | ManBetX      |
| 2019     | ManBetX      |
| 2020     | 888casino    |
| 2021     | Cazoo        |
| 2022     | Cazoo        |